# Biblioteca capitolare di Verona
La Biblioteca capitolare di Verona, conosciuta anche con le denominazioni latine di Scriptorium ecclesiae Veronensis e Schola ecclesiae Veronensis, sorge nel complesso architettonico della Cattedrale di Verona ed è considerata la più antica biblioteca al mondo ancora in attività. Appartiene sin dalla fondazione al Capitolo della Cattedrale di Verona.

## Storia
La fondazione della biblioteca risale al V secolo come emanazione dello Scriptorium della Schola majoris Ecclesiae, ovvero di quell'officina libraria dove venivano redatti e composti libri su pergamena dai Canonici del Capitolo della Cattedrale, necessari successivamente per l'istruzione dei futuri sacerdoti. Uno di questi sacerdoti, Ursicino, che aveva l'ordine minore di Lettore, dopo aver terminato di trascrivere la Vita Sancti Martini, opera di Sulpicio Severo, e la Vita dell'eremita tebaico san Paolo, composta da san Girolamo, alla conclusione del cosiddetto codice di Ursicino dichiara di aver completato il proprio lavoro il 1º agosto 517. Si tratta di un documento importante in quanto presenta, già ai primi anni del VI secolo, una struttura gerarchica ben organizzata all'interno dello Scriptorium. Tuttavia la presenza di codici ancora più antichi, ad esempio il De Civitate Dei di Agostino e le Institutiones di Gaio (unico al mondo), fanno risalire la fondazione della biblioteca almeno al secolo precedente.
Il cospicuo numero di manoscritti testimoniano la continuità dell'attività della Capitolare nel corso dei secoli medievali, con un momento particolarmente fortunato nel IX secolo, ovvero durante la rinascita carolingia, quando l'Arcidiacono Pacifico diede forte impulso allo  Scriptorium, che arrivò a comporre addirittura 218 volumi, in un'epoca in cui un numero molto minore di volumi era già sufficiente per formare una ricca biblioteca.
Verso l'inizio del XIII secolo lo  Scriptorium cominciò ad assumere il carattere di una vera e propria biblioteca, con uno spazio di studio, consultazione e conservazione, e viste la mole dei documenti presenti, cominciò a prestarne alcuni alle antiche pievi del territorio veronese. Nel 1320 venne addirittura invitato Dante Alighieri dal Capitolo della Cattedrale (e quindi dalla biblioteca) a tenere la famigerata orazione latina Quaestio de aqua et terra, svoltasi nella chiesa canonicale di Sant'Elena, mentre nel 1345 Francesco Petrarca venne invitato da un caro amico veronese, Guglielmo da Pastrengo, a consultare i volumi della Capitolare, dove scoprì un codice a lui sconosciuto e purtroppo successivamente scomparso, le lettere di Cicerone ad Attico, Quinto e Bruto.

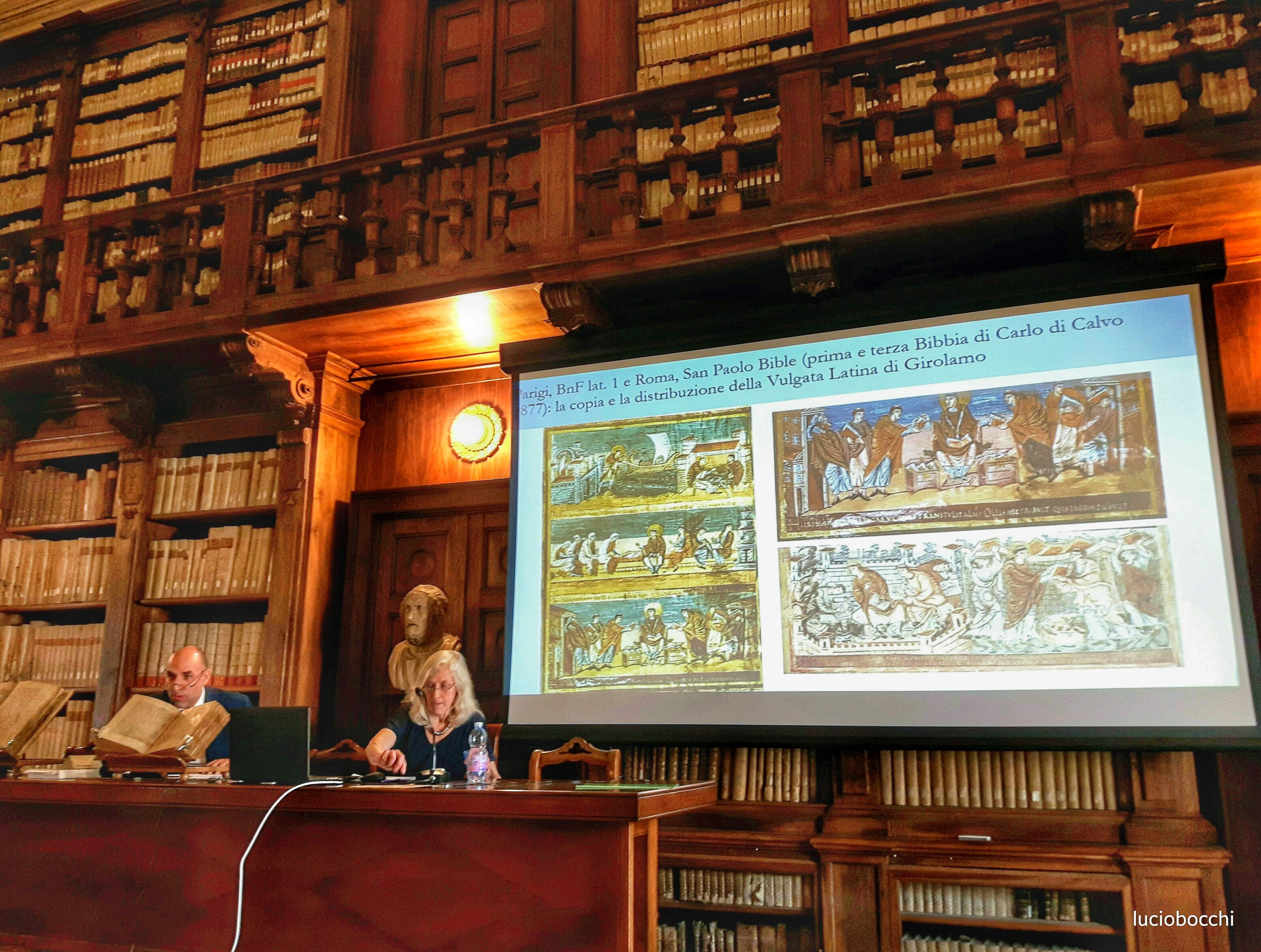
L'interno della biblioteca durante una conferenza

Intorno al 1450, con l'invenzione della stampa, vennero acquisiti dalla Capitolare i primi incunaboli, di cui molti donati dal canonico bibliotecario Paolo Dionisi nel 1501. Allora la biblioteca si trovava ancora in un locale al piano terreno del lato orientale del chiostro dei Canonici, che però nel 1625 si pensò di destinare alle riunioni dei Canonici, spostando il patrimonio librario in un nuovo ambiente; in attesa della costruzione della nuova struttura, il bibliotecario Agostino Rezzani decise di riporre il materiale librario dentro alcuni spazi nascosti in una stanza vicina, e redasse un completo catalogo dei manoscritti presenti. Rezzani, tuttavia, morì improvvisamente durante la terribile peste del 1630, la quale ridusse di due terzi la popolazione della città, e con lui andò così persa la conoscenza dell'esatta ubicazione di quel patrimonio inestimabile. Solo nel 1712, su forte spinta di Scipione Maffei e del canonico Carlo Carinelli, si riuscì a ritrovare i documenti, suscitando così l'entusiasmo dei letterati e studiosi che sempre più spesso richiedeva alla Capitolare la consultazione dei testi. Per l'occasione venne finalmente realizzata, sul lato occidentale del chiostro, la nuova sede della biblioteca, inaugurata nel 1725 e ampliata, su commissione del vescovo Giovanni Morosini nel 1781.
In quegli anni il patrimonio librario aumentò grazie alle numerose donazioni delle famiglie veronesi e di grandi collezionisti dell'epoca, grazie all'impulso dato dalla notizia del ritrovamento, tuttavia durante la campagna napoleonica vennero sequestrati 31 codici e 20 incunaboli per andare ad arricchire l'archivio della biblioteca nazionale di Francia: di questi solo alcuni tornarono nel 1816, alla fine dell'Impero di Napoleone.
Nel XIX secolo la biblioteca fu protagonista di una notevole attività filologica, in particolar modo da parte di studiosi tedeschi, i quali riscoprirono numerosi documenti scritti nel V secolo ma poi raschiati nell'VIII secolo per riutilizzare la pergamena per scrivere altri testi. Altra importante scoperta avvenne poco più tardi, nel 1924 il paleografo Luigi Schiaparelli, con l'aiuto di una studentessa, scoprì all'interno del Breviarium Mozarabicum il famoso Indovinello veronese, forse la prima testimonianza della nascita del volgare italiano.
Purtroppo però la Capitolare venne invasa dall'acqua dell'inondazione dell'Adige del 1882, durante la quale il fango guastò oltre 11 000 pergamene, mentre il bombardamento aereo alleato del 4 gennaio 1945, al termine della seconda guerra mondiale, colpì e distrusse l'aula maggiore; fortunatamente in questa occasione il bibliotecario Giuseppe Turrini, che già aveva lavorato nel restauro delle pergamene danneggiate dall'alluvione, aveva provveduto a spostare in un luogo sicuro i manoscritti e gli incunaboli, mentre i volumi meno preziosi che erano rimasti in biblioteca, sepolti sotto le macerie, furono per la maggior parte recuperati. Sempre a lui si deve inoltre la ricostruzione della sede della biblioteca, che venne inaugurata il 28 settembre 1948.

## Patrimonio documentario

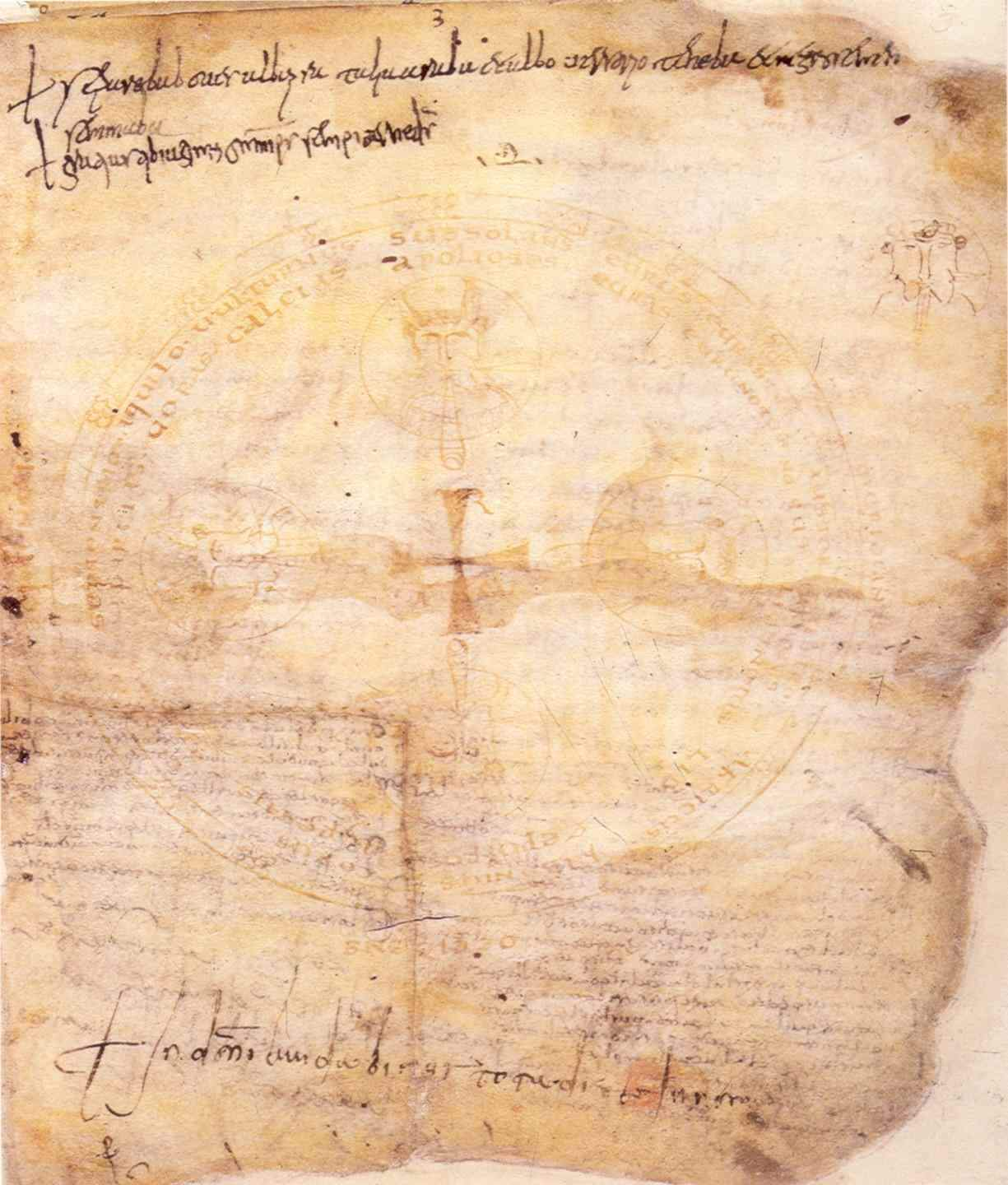
L'Indovinello veronese

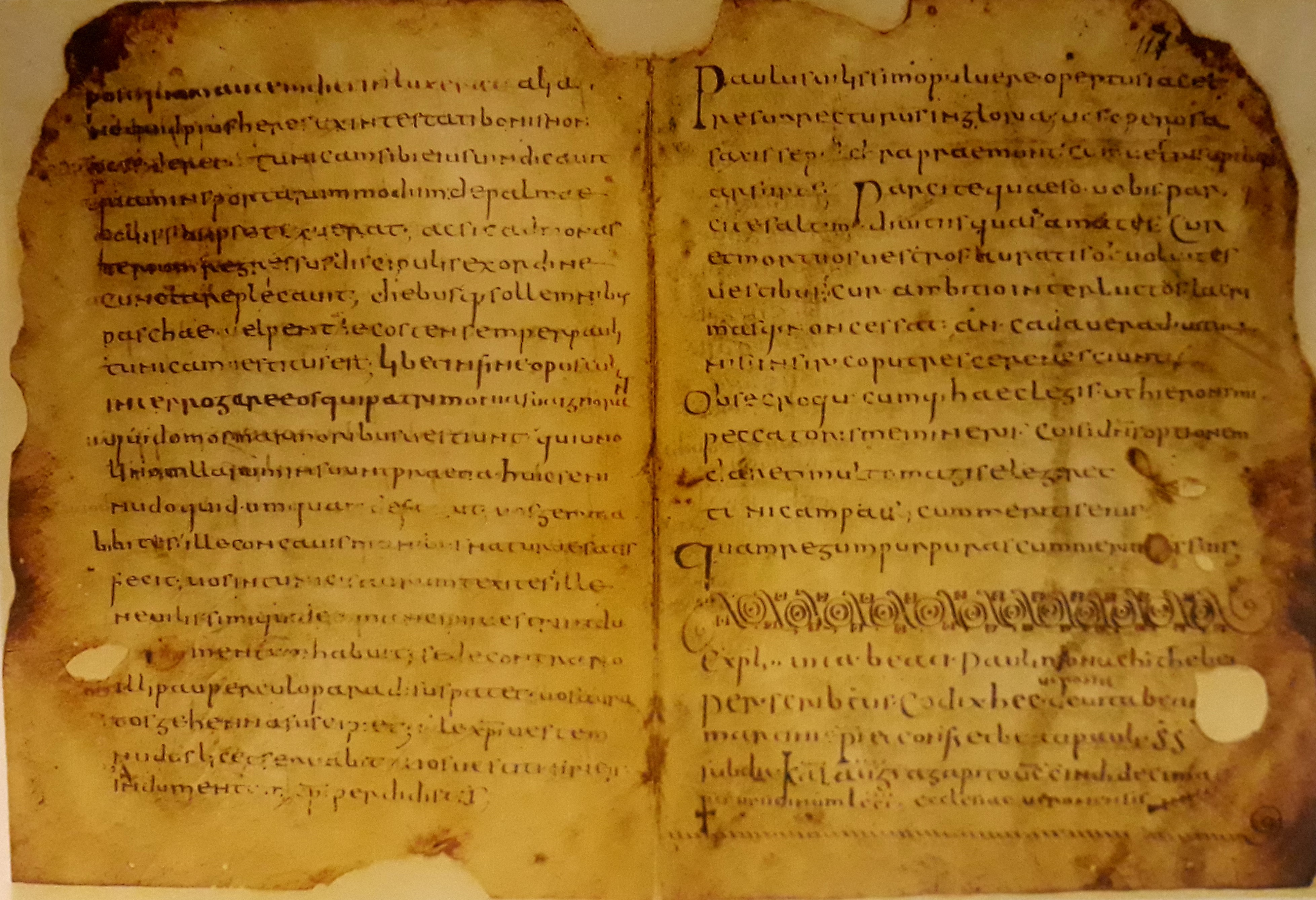
Il codice di Ursicino

Il patrimonio librario della biblioteca, vista l'antica fondazione, è particolarmente ricco e consiste in oltre 70 000 monografie, in fondi antichi (composti da 1 280 manoscritti, 268 incunaboli, 2 500 cinquecentine e 2 800 seicentine), fondi archivistici (11 000 pergamene e numerosi faldoni di documenti riguardanti il Capitolo e alcune famiglie veronesi) e alcuni fondi fotografici (tra cui sono presenti molte opere di Moritz Lotze).
Tra i manoscritti antichi più preziosi presenti all'interno della biblioteca si citano i seguenti:
- Vergilii Fragmenta, V secolo
- Agostino, De Civitate Dei, V secolo
- Gaio, Institutiones, V secolo
- Sant'Ilario, Tractatus super Psalmos, V secolo
- Sant'Ilario, De Trinitate, V-VI secolo
- Evangeliario Purpureo Veronese, V secolo
- Sulpicio Severo, Vita Sancti Martini, VI secolo
- Orazionale mozarabico (contenente l'Indovinello veronese), VIII secolo
- Martyrologium, IX secolo
- Corale con notazioni musicali, XIV secolo
- Tito Livio, Ab urbe condita, XV secolo
- Pier Candido Decembrio, Epitomi Plutarchesche, XV secolo

## Canonici bibliotecari
Tra i canonici che hanno svolto il ruolo di bibliotecari della Capitolare, dal XIII secolo, si citano:
- Guglielmo da Monzambano, XIII secolo
- Giampaolo Dionisi, XVI secolo
- Agostino Rezzani, XVII secolo
- Cozza Cozzio, XVII secolo
- Carlo Carinelli, XVIII secolo
- Giuseppe Bianchini, XVIII secolo
- Francesco Muselli, dal 1724 al 1755
- Giangiacomo Dionisi, dal 1752 al 1771
- Giuseppe Muselli, dal 1771 al 1776
- Antonio Masotti, dal 1781 al 1806
- Bartolomeo Guarienti, dal 1808 al 1817
- Riccardo Da Prato, dal 1817 al 1822
- Paolo Bresciani, dal 1822 al 1855
- Gian Battista Giuliari, dal 1856 al 1892
- Paolo Vignola, dal 1892 al 1894
- Antonio Spagnolo, dal 1894 al 1916
- Giuseppe Zamboni, dal 1916 al 1922
- Giuseppe Turrini, dal 1922 al 1969
- Guido Santini, dal 1969 al 1972
- Alfeo Perobelli, dal 1972 al 1979
- Mario Peruzzi, dal 1979 al 1983
- Alberto Piazzi, dal 1983 al 2010
- Bruno Fasani, in carica dal 2010